# Rio Borogeana Mică
O Rio Borogeana Mică é um rio da Romênia afluente do Rio Latoriţa, localizado no distrito de Vâlcea.